# Kunlun Fight
Kunlun Fight es una competición de artes marciales mixtas y kickboxing refundada en 2014 con sede en China.
Los eventos son transmitidos por Jiangsu TV en China y por Fox Sports Asia en Asia.

## Eventos
| Número | Fecha                    | Evento                                 | Sede | Lugar                       |
| ------ | ------------------------ | -------------------------------------- | ---- | --------------------------- |
| 93     | 9 de septiembre de 2018  | Kunlun Fight 76                        |      | Zhangqiu, China             |
| 92     | 5 de agosto de 2018      | Kunlun Fight 75                        |      | Sanya, Hainan, China        |
| 91     | 1 de junio de 2018       | Kunlun Fight Macao                     |      | Macao, SAR, China           |
| 90     | 26 de mayo de 2018       | Kunlun Fight World Tour: Rusia         |      | Jabárovsk, Rusia            |
| 89     | 13 de mayo de 2018       | Kunlun Fight 74                        |      | Zhangqiu, China             |
| 88     | 6 de mayo de 2018        | Kunlun Fight 73                        |      | Sanya, Hainan, China        |
| 87     | 15 de abril de 2018      | Kunlun Fight 72                        |      | Beijing, China              |
| 86     | 1 de abril de 2018       | Kunlun Fight 71                        |      | Qingdao, China              |
| 85     | 11 de marzo de 2018      | Kunlun Fight 70                        |      | Sanya, Hainan, China        |
| 84     | 4 de febrero de 2018     | Kunlun Fight 69                        |      | Guiyang, China              |
| 83     | 17 de diciembre de 2017  | Kunlun Fight 68                        |      | Zunyi, China                |
| 82     | 12 de noviembre de 2017  | Kunlun Fight 67                        |      | Sanya, Hainan, China        |
| 81     | 5 de noviembre de 2017   | Kunlun Fight 66                        |      | Wuhan, China                |
| 80     | 28 de octubre de 2017    | Kunlun Fight MMA 16                    |      | Melbourne, Australia        |
| 79     | 3 de octubre de 2017     | Kunlun Fight MMA 15                    |      | Alxa, China                 |
| 78     | 28 de agosto de 2017     | Kunlun Fight MMA 14                    |      | Qingdao, China              |
| 77     | 27 de agosto de 2017     | Kunlun Fight 65                        |      | Qingdao, China              |
| 76     | 15 de julio de 2017      | Kunlun Fight 64                        |      | Chongqing, China            |
| 75     | 6 de julio de 2017       | Kunlun Fight MMA 13                    |      | Qingdao, China              |
| 74     | 24 de junio de 2017      | Kunlun Fight 63                        |      | Sanya, Hainan, China        |
| 73     | 10 de junio de 2017      | Kunlun Fight 62                        |      | Bangkok, China              |
| 72     | 1 de junio de 2017       | Kunlun Fight MMA 12                    |      | Dolon Nor, China            |
| 71     | 14 de mayo de 2017       | Kunlun Fight 61                        |      | Sanya, Hainan, China        |
| 70     | 4 de mayo de 2017        | Kunlun Fight MMA 11                    |      | Shandong, China             |
| 69     | 23 de abril de 2017      | Kunlun Fight 60                        |      | Guizhou, China              |
| 68     | 10 de abril de 2017      | Kunlun Fight MMA 10                    |      | Beijing, China              |
| 67     | 25 de marzo de 2017      | Kunlun Fight 59                        |      | Sanya, Hainan, China        |
| 66     | 11 de marzo de 2017      | Kunlun Fight 58                        |      | Roma, Italia                |
| 65     | 26 de febrero de 2017    | Kunlun Fight 57                        |      | Sanya, Hainan, China        |
| 64     | 25 de febrero de 2017    | Kunlun Fight MMA 9                     |      | Sanya, Hainan, China        |
| 63     | 2 de enero de 2017       | Kunlun Fight MMA 8                     |      | Sanya, Hainan, China        |
| 62     | 1 de enero de 2017       | Kunlun Fight 56                        |      | Sanya, Hainan, China        |
| 61     | 15 de diciembre de 2016  | Kunlun Fight MMA 7                     |      | Beijing, China              |
| 60     | 10 de diciembre de 2016  | Kunlun Fight 55                        |      | Qingdao, Shandong, China    |
| 59     | 30 de octubre de 2016    | Kunlun Fight 54                        |      | Hubei, China                |
| 58     | 21 de octubre de 2016    | Kunlun de Kunlun - Cage Fight Series 6 |      | Yiwu, China                 |
| 57     | 24 de septiembre de 2016 | Kunlun Fight 53                        |      | Beijing, China              |
| 56     | 11 de septiembre de 2016 | Kunlun Fight 52                        |      | Fuzhou, China               |
| 55     | 10 de septiembre de 2016 | Kunlun Fight 51                        |      | Fuzhou, China               |
| 54     | 20 de agosto de 2016     | Kunlun Fight 50                        |      | Jinan, China                |
| 53     | 7 de agosto de 2016      | Kunlun Fight 49                        |      | Tokio, Japón                |
| 52     | 31 de julio de 2016      | Kunlun Fight 48                        |      | Jining, China               |
| 51     | 10 de julio de 2016      | Kunlun Fight 47                        |      | Nankín, China               |
| 50     | 26 de junio de 2016      | Kunlun Fight 46                        |      | Kunming, China              |
| 49     | 5 de junio de 2016       | Kunlun Fight 45                        |      | Chengdu, China              |
| 48     | 22 de mayo de 2016       | Kunlun de Kunlun - Cage Fight Series 5 |      | Seúl, Corea                 |
| 47     | 14 de mayo de 2016       | Kunlun Fight 44                        |      | Jabárovsk, Rusia            |
| 46     | 23 de abril de 2016      | Kunlun Fight 43                        |      | Zhoukou, China              |
| 45     | 9 de abril de 2016       | Kunlun Fight 42                        |      | Xining, China               |
| 44     | 8 de abril de 2016       | Kunlun Fight 41                        |      | Xining, China               |
| 43     | 25 de marzo de 2016      | Kunlun Fight 40                        |      | Tongling, China             |
| 42     | 20 de marzo de 2016      | Kunlun Fight 39                        |      | Dongguan, China             |
| 41     | 21 de febrero de 2016    | Kunlun Fight 38                        |      | Pattaya, Tailandia          |
| 40     | 23 de enero de 2016      | Kunlun Fight 37                        |      | Sanya, China                |
| 39     | 9 de enero de 2016       | Kunlun Fight 36                        |      | Shanghái, China             |
| 38     | 19 de diciembre de 2015  | Kunlun Fight 35                        |      | Luoyang, China              |
| 37     | 21 de noviembre de 2015  | Kunlun Fight 34                        |      | Shenzhen, China             |
| 36     | 31 de octubre de 2015    | Kunlun Fight 33                        |      | Changde, China              |
| 35     | 28 de octubre de 2015    | Kunlun Fight 32                        |      | Dazhou, China               |
| 34     | 4 de octubre de 2015     | Kunlun de Kunlun - Cage Fight Series 4 |      | Astaná, Kazajistán          |
| 33     | 28 de septiembre de 2015 | Kunlun Fight 31                        |      | Bangkok, Tailandia          |
| 32     | 4 de septiembre de 2015  | Kunlun Fight 30                        |      | Zhoukou, China              |
| 31     | 15 de agosto de 2015     | Kunlun Fight 29                        |      | Sochi, Rusia                |
| 30     | 19 de julio de 2015      | Kunlun Fight 28                        |      | Nankín, China               |
| 29     | 18 de julio de 2015      | Kunlun Fight 27                        |      | Nankín, China               |
| 28     | 7 de junio de 2015       | Kunlun Fight 26                        |      | Chongqing, China            |
| 27     | 6 de junio de 2015       | Kunlun de Kunlun - Cage Fight Series 3 |      | Chongqing, China            |
| 26     | 15 de mayo de 2015       | Kunlun Fight 25                        |      | Banská Bystrica, Eslovaquia |
| 25     | 2 de mayo de 2015        | Kunlun Fight 24                        |      | Verona, Italia              |
| 24     | 26 de abril de 2015      | Kunlun Fight 23                        |      | Changsha, China             |
| 23     | 12 de abril de 2015      | Kunlun Fight 22                        |      | Changde, China              |
| 22     | 4 de abril de 2015       | Kunlun de Kunlun - Cage Fight Series 2 |      | Almaty, Kazajistán          |
| 21     | 17 de marzo de 2015      | Kunlun Fight 21                        |      | Sanya, China                |
| 20     | 8 de marzo de 2015       | Kunlun Fight 20                        |      | Pekín, China                |
| 19     | 1 de febrero de 2015     | Kunlun Fight 19                        |      | Guangzhou, China            |
| 18     | 18 de enero de 2015      | Kunlun Fight 18                        |      | Nankín, China               |
| 17     | 17 de enero de 2015      | Kunlun Fight 17                        |      | Nankín, China               |
| 16     | 4 de enero de 2015       | Kunlun Fight 16                        |      | Nankín, China               |
| 15     | 3 de enero de 2015       | Kunlun Fight 15                        |      | Nankín, China               |
| 14     | 4 de diciembre de 2014   | Kunlun Fight 14                        |      | Bangkok, Tailandia          |
| 13     | 16 de noviembre de 2014  | Kunlun Fight 13                        |      | Hohhot, China               |
| 12     | 26 de octubre de 2014    | Kunlun Fight 12                        |      | Jianshui, China             |
| 11     | 5 de octubre de 2014     | Kunlun Fight 11                        |      | Macao, China                |
| 10     | 13 de septiembre de 2014 | Kunlun Fight 10                        |      | Minsk, Bielorrusia          |
| 9      | 31 de agosto de 2014     | Kunlun Fight 9                         |      | Shangqiu, China             |
| 8      | 24 de agosto de 2014     | Kunlun Fight 8                         |      | Xining, China               |
| 7      | 27 de julio de 2014      | Kunlun Fight 7                         |      | Zhoukou, China              |
| 6      | 29 de junio de 2014      | Kunlun Fight 6                         |      | Chongqing, China            |
| 5      | 1 de junio de 2014       | Kunlun Fight 5                         |      | Leshan, China               |
| 4      | 27 de abril de 2014      | Kunlun Fight 4                         |      | Manila, Filipinas           |
| 3      | 30 de marzo de 2014      | Kunlun Fight 3                         |      | Harbin, China               |
| 2      | 16 de febrero de 2014    | Kunlun Fight 2                         |      | Zhengzhou, China            |
| 1      | 25 de enero de 2014      | Kunlun Fight 1                         |      | Pattaya,, Tailandia         |